# 七贤书院
七贤书院，位于中国广东省阳江市阳西县织贡镇太平小学，为阳江市阳西县的一个省级文物保护单位，类型为古建筑，公布时间为2008年。
七贤书院的历史年代为明万历三年。